# Ryad Boudebouz
Ryad Boudebouz (Colmar, 19 februari 1990) is een in Frankrijk geboren Algerijnse voetballer die doorgaans als aanvallende middenvelder speelt. Hij verruilde Montpellier HSC in augustus 2017 voor Real Betis. Boudebouz debuteerde in 2010 in het Algerijns voetbalelftal.
Boudebouz genoot zijn jeugdopleiding bij FC Sochaux uitkomt. Zijn debuut voor het eerste elftal kwam er op 4 oktober 2008 in een competitiewedstrijd tegen OGC Nice. In 2011 werd Boudebouz verkozen tot Algerijns Voetballer van het Jaar.
Boudebouz speelde meerdere jeugdinterlands voor Frankrijk, maar koos dan toch voor de Algerijnse nationale ploeg. Boudebouz werd op 4 mei 2010 opgeroepen voor Algerije, maar zijn paspoort was nog niet in orde gebracht. Hij maakte zijn debuut op 28 mei 2010 in een vriendschappelijke wedstrijd tegen Ierland (3-0 verlies), waar hij in de 65ste minuut mocht invallen. Boudebouz maakte deel uit van de selectie die deelnam aan het WK 2010.